# Institut royal belge pour l'amélioration de la betterave
L’Institut royal belge pour l'amélioration de la betterave (IRBAB) (en néerlandais : Koninklijk Belgisch Instituut tot Verbetering van de Biet - KBIVB) est un institut de recherches agronomiques belge créé en 1932, à l'initiative de Lucien Beauduin et de Julien Bergé. Il est financé principalement par les industriels sucriers et les producteurs de betteraves sucrières. L'IRBAB a le statut d'une association sans but lucratif (ASBL). 
Sa mission est l'amélioration de la culture de la betterave sucrière, et des différents paramètres qui y concourent : amélioration génétique, qualité des sols, fertilisation, protection contre les ravageurs et maladies, mécanisation de la culture, etc.
Son objectif principal est l'optimisation des coûts de production, par une utilisation raisonnée des intrants.
L'IRBAB a également une mission de vulgarisation des techniques nouvelles auprès des producteurs, notamment par le biais de la presse agricole, et de conférences et réunions techniques.
Il gère également la Bibliothèque internationale de la betterave (BIB).

## Partenariats internationaux
L'IRBAB est membre actif de longue date de l'Institut international de recherches betteravières (IIRB), de la Commission technique de la Confédération internationale des betteraviers européens (CIBE) et de la Coordination Beet Research International (COBRI). Il collabore étroitement avec ses homologues en France (Institut technique de la betterave, ITB) et aux Pays-Bas (Instituut Voor Rationele Suikeproductie, IRS). 